# 塞瓜姆火山
52°18′54″N 172°30′37″W / 52.31500°N 172.51028°W

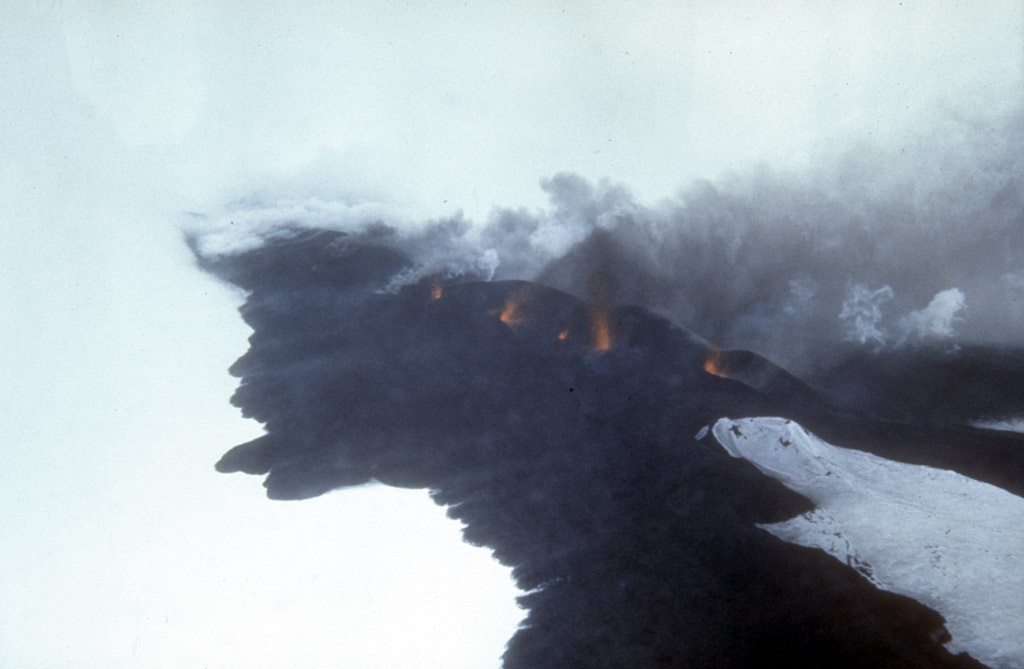

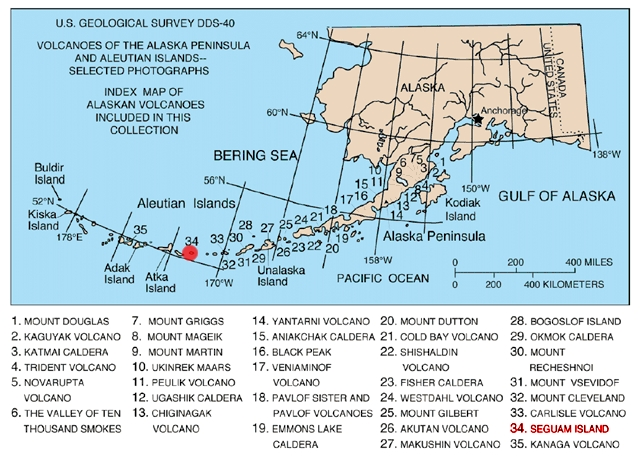

塞瓜姆火山是美國的火山，位於塞瓜姆島，由阿拉斯加州負責管轄，屬於阿留申山脈的一部分，海拔高度1,054米，最近一次火山噴發在1993年發生。

## 外部連結
- Volcanoes of the Alaska Peninsula and Aleutian Islands-Selected Photographs （页面存档备份，存于）
- Alaska Volcano Observatory （页面存档备份，存于）